# Melle-i csata
A melle-i csata egy kisebb ütközet volt 1745. július 9-én az osztrák örökösödési háború során a németalföldi hadszíntéren a fontenoy-i csatát követően, mely súlyos következményekkel járt a szövetséges haderő és Flandria számára. A szövetségesek Moltke altábornagy vezetésével a nagy készletekkel rendelkező és körülzárás fenyegette Gent védelmére akartak erősítéseket bejuttatni. A du Chayla altábornagy vezette francia sereg a Schelde folyón létesített átkelőt és a déli parton fekvő Melle körül állásokat vett fel Gent elszigetelése érdekében. A két kisebb haderő váratlan találkozásából kialakuló ütközetben a szövetséges haderőt jelentős veszteségekkel sikerült a franciáknak visszaverniük, ami lehetővé tette számukra Gent bevételét.

## Előzmények
A fontenoy-i csata és Tournai bevétele után Szász Móric marsall a szövetségesek gyengeségét kihasználva úgy manőverezett, hogy veszélyeztesse egyidejűleg Brüsszelt, Brabantot, Gentet és Flandriát is. Így Cumberland hercegnek, a szövetséges haderők főparancsnokának választania kellett, mely várost védje meg. A szövetségeseknek két nagy raktára volt Németalföldön: Gent és Brüsszel. Gent jelentősége nagyobb volt, mivel a készleteit eddig még nem használták. Azonban Cumberland úgy döntött, hogy Brabantot és Brüsszelt védik a hadsereggel, Gent helyőrségét pedig megnövelik, míg a készleteket át nem szállítják innen Brüsszelbe.
Móric erőszakos felderítésre küldte ki du Chaylát Melle-hez, a Gent és Aalst közt fekvő kis településhez. A csapata két gyalogdandárból (Normandie és Crillon – mindkettő négy-négy zászlóaljjal), egy önkéntes könnyűgyalogos különítményből (vezetőjük, de Grassin után Grassins néven illették őket) és összesen 24 századdal rendelkező három lovasdandárból (Berry, Royal Étranger és du Roy) állt. Volt 20 darab könnyű gyalogsági ágyújuk is és magukkal vitték 20 pontonhíd elemeit is az Aalst és Gent közötti táborukba.
A Normandie dandár egy részét, nagyjából két zászlóaljnak megfelelő erőt a Schelde mentén különböző pontokon helyezték el, a Gent felé vezető út mentén pedig a Crillon dandár egységeit. Du Chayla a könnyű csapatait (de Grassin egységét) Aalst irányába küldte felderíteni.
Moltke Cumberlandtől azt a parancsot kapta, hogy a helyőrség erősítése végett amennyi csapatot csak tud, juttasson be Aalstból Gentbe. Moltke haderejéhez egy brit dandár tartozott, melyet Thomas Bligh brigadéros vezetett és három gyalogezredből állt (ezek az 1. gyalog- (the Royal Scots), a 20. gyalog- és a 16. gyalogezredek), egy brit lovasezred három századából, a 4. dragonyosezredből, két század hannoveri lovasszázadból (egyik a Leib-Regiment, másik az Adelebsen dragonyosezredhez tartozott), a holland Schlippenbach dragonyosezred 5-6 lovasszázadából és két-három osztrák lovasszázadból (de Ligne és Styrum dragonyosok) valamint 300 osztrák huszárból állt.

## A csata lefolyása

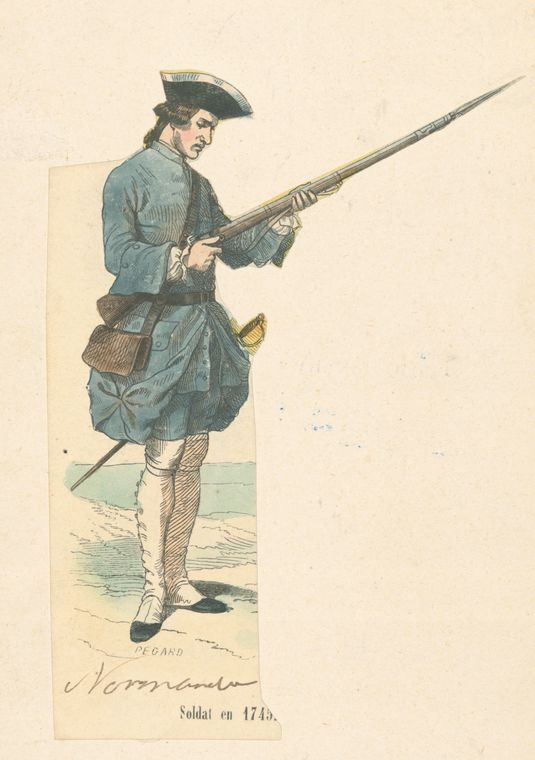
A Normandie dandár egy katonája 1745-ből

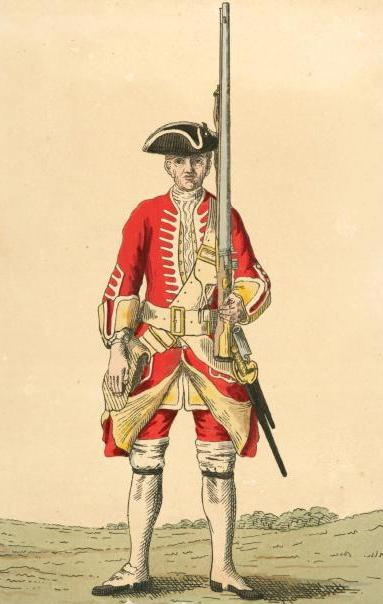
A brit 20. gyalogezred katonája az 1740-es években

Július 9-én a francia könnyű gyalogos egységek (Grassins) keleti irányban Aalst felé tartva megszállták a Château de Massement (Massemen kastélyt), egy erős falakkal rendelkező komplexumot mintegy 13 km-re Aalsttól nyugatra, Melle közelében. Moltke a skót ezredet küldte ki az elűzésükre és heves tűzharc vette kezdetét, de tüzérség hiányában nem tudták kivetni innen de Grassin embereit. A brit 1. gyalogosezred (the Royal Scots) ezt követően visszatért a többi egységhez és Moltke úgy döntött, hogy a franciákat a hátuk mögött hagyja és az utasításoknak megfelelően a töltésúton tovább vonul Gent irányába, ám erről Bligh-t nem értesítette.
A de Grassin által küldött jelentések ellenére du Chayla erői szétszórva különböző helyeken az út mentén helyezkedtek el és táborveréshez készülődtek. A húsz ágyút északra nézve helyezték el az út mentén, a szerkocsikat és a pontonelemeket sorban mögéjük. A Scheldébe torkolló Gontrode patakon átívelő egyik kőhidat őrizetlenül hagyták és az út menti fallal körülvett kolostort is csak csekély erőkkel szállták meg. A Normandie dandár egyik zászlóalját Melle-ben helyezték el, egy másikat a településtől nyugatra. A Crillon dandár zászlóaljait is a közelben helyezték el, néhányukat különböző kastélyokban és parasztházakban szállásoltak el, egyet pedig lóháton tartottak a hídtól nyugatra lévő útszakaszon. Mindkét fél meglepődött a másik láttán: a franciák a szövetséges haderő gyors beérkezésén miközben ők épp tábort vertek, a szövetségesek pedig a francia sereg méretén és elfoglalt pozícióin.
Moltke vezette az 1700 fős első oszlopot, mely a Royal Scots ezred 650 gyalogosából és 1050 lovaskatonából állt. Este hét körül átkeltek a hídon, megrohanták a Crillon dandár egyik zászlóalját és szétszórták azt. Ezt követően az úton előrehaladva lerohanták a kocsioszlop elejét zsákmányul ejtve az ágyúkat. Mivel azonban az ágyúk nem voltak fogatolva, nem tudták őket mozgatni és a franciák ellen fordítani. De Laval herceg a Crillon dandár egyik zászlóaljával a pontonok és kocsik felől érkezve harcba bocsátkozott a Royal Scots katonáival, mely küzdelemhez hamarosan csatlakozott két további zászlóalj de Crillon márki vezetésével. A terep nem kedvezett a szövetséges lovasságnak, ezért azok nem tudták támogatni a skót gyalogosokat. A kialakuló tűzpárbaj közben Moltke úgy döntött, a huszárokkal, a 4. dragonyosezreddel és a hannoveri lovassággal Gent irányába indul meg. Du Berry lovasságának egy része azonban feltartóztatta őket és a Normandie dandár beérkeztével Moltke lovasait a töltésútról leszorították, így más utat kellett találjanak Gent felé. Egy francia zászlóalj lezárta mögöttük az utat, ezért Moltke az összes egységével Gent felé vette az irányt, miközben az út mentén különböző helyeken álló franciák tűz alatt tartották. A menetoszlop leszakadó részét hátrahagyta. Ezeknek a fele odaveszett, közte körülbelül 400 fő a Royal Scots ezredből.
Eközben Bligh megérkezett a 20. gyalogezreddel, melyet a holland lovasság egy része követett. Őket követte a 16. gyalogezred a lovasság maradékával. Moltke távoztával Bligh vette át a parancsnokságot az 1450 gyalogos és 1000 lovas felett. Az út menti terep nem kedvezett egyik fél lovasságának sem így nem is bontakoztathatták ki soraikat a szemből és oldalról tüzelő franciák miatt. Ezért Bligh kedvezőbb pozíciót keresve az úttól délre lévő mezőre, a Gentrode patak mögé vonta hátrébb erőit, ahol a centrumát és a balszárnyát a fák fedezéke mögött helyezhette el, a jobbszárnyát pedig a töltésúton a kolostor mellett. Ez az állás védelmet nyújtott számára a kolostor falának túloldaláról tüzelő néhány századnyi francia gránátossal szemben és az előttük elterülő egyenetlen talaj a centrumát is védhetővé tette a lovassági támadásokkal szemben. Az ezredek csatavonalba fejlődtek és a lovasság a közeledő franciákkal harcba bocsátkozott. Du Chayla ellentámadásba lendült öt zászlóaljjal (a Crillon és a Normandie két-két, illetve Laval egy zászlóaljával), összesen mintegy 2000 emberrel, egy tüzérüteggel és az őket támogató francia lovasság nagy részével.
Míg a két fél tűzharcot vívott itt egymással, a szövetségesek által a nap során korábban kikerült könnyűgyalogosok (de Grassin alakulata) megjelentek Bligh hátában, zsákmányul ejtve az összes felszerelést és az egész ellátmányt valamint elvágva a visszavonulási útvonalat Aalst irányába. Bligh látva a veszélyt, hogy az egész haderejét elveszítheti, este kilenc óra körül elrendelte a visszavonulást, mely némileg rendezetlenül folyt az erdőkön és mezőkön délkeleti irányban. Az útra csak akkor tértek vissza, mikor már Aalst közelébe értek. Erői jelentős veszteségeket szenvedtek élőerőben és a teljes felszerelés is odaveszett.

## Következmények
A szövetséges haderők veresége megakadályozta bárminemű erősítés bejuttatását Gentbe. Szász Móric Löwendalt küldte 15 000 emberrel a város körülzárásának teljessé tételére. Mikor Löwendal elrendelte az ostromárkok ásását a holland kormányzó feladta a várost. Gent a hatalmas mennyiségű ellátmánnyal és a helyőrséget adó holland és 700 fős brit katonával július 11-én a franciák kezére került, július 15-én a citadella is megadta magát. Gent elestét röviddel rá követte Bruges és Oudenarde elvesztése is.

## Fordítás
- Ez a szócikk részben vagy egészben  a   Battle of Melle című angol Wikipédia-szócikk ezen változatának fordításán alapul.  Az eredeti cikk szerkesztőit annak laptörténete sorolja fel. Ez a jelzés csupán a megfogalmazás eredetét és a szerzői jogokat jelzi, nem szolgál a cikkben szereplő információk forrásmegjelöléseként.